# Mistrovství Evropy v zápasu řecko-římském 1927
Mistrovství Evropy v zápasu řecko-římském 1927 se konalo v Budapešti, Maďarské království.

## Výsledky

### Muži
| Kategorie | Zlato           | Stříbro           | Bronz          |
| --------- | --------------- | ----------------- | -------------- |
| 58 kg     | Giovanni Gozzi  | Eduard Pütsep     | Armand Magyar  |
| 62 kg     | Voldemar Väli   | Károly Kárpáti    | Martin Egeberg |
| 67,5 kg   | Eduard Sperling | Harald Pettersson | Osvald Käpp    |
| 75 kg     | László Papp     | Albert Kusnets    | František Hála |
| 82,5 kg   | Alexander Szabó | Thure Sjöstedt    | Rudolf Loo     |
| +82,5 kg  | Rajmund Badó    | Johan Richthoff   | Josef Urban    |